# Hazel Dell (Washington)
Hazel Dell az Amerikai Egyesült Államok északnyugati részén, Washington állam Clark megyéjében elhelyezkedő, Hazel Dell North és Hazel Dell South körzetek összevonásával keletkezett statisztikai település. A 2010. évi népszámlálási adatok alapján 19 435 lakosa van.
A helység első lakói Reese és Sarah J. Anderson, akik azt a területen termő mogyoróról nevezték el. Másik lehetséges nevek voltak még a „Bear Gulch”, valamint Basil Dhanens étteremtulajdonos tiszteletére a „Basilville”.
A településen három iskola (Hazel Dell, Sacajewa és Sarah J. Anderson Elementary School) működik.
1964 óta május harmadik hétvégéjén rendezik meg a „Parade of Bands” felvonulást, amely a Washington State Route 99 menti utcákon halad.

## Fordítás
- Ez a szócikk részben vagy egészben  a   Hazell Dell, Washington című angol Wikipédia-szócikk ezen változatának fordításán alapul.  Az eredeti cikk szerkesztőit annak laptörténete sorolja fel. Ez a jelzés csupán a megfogalmazás eredetét és a szerzői jogokat jelzi, nem szolgál a cikkben szereplő információk forrásmegjelöléseként.